# Nana Asma’u
Nana Asma'u (1793–1864), cuyo nombre completo era Nana Asma'u bint Shehu Usman dan Fodiyo (en árabe: نانا أسماء بنت عثمان فودي) fue una princesa, poeta, maestra e hija del fundador del Califato de Sokoto, Usman dan Fodio. Es una figura venerada en el norte de Nigeria. Está considerada, por algunos, como un ejemplo posible de educación e independencia de las mujeres bajo el islam y, por otros, como una precursora del feminismo moderno en África.

## Biografía
Nana Asma'u nació unos 11 años antes de la Guerra de Fulani (1804–08), y recibió su nombre de Asma bint Abi Bakr, una de las compañeras del profeta Mahoma. La hija de la fundadora y medio hermana del segundo sultán del Califato de Sokoto, Muhammed Bello, sobrevivió a la mayoría de la generación fundadora del Califato y fue una referencia para gobernantes posteriores. A partir de 1805, los miembros de la familia de los Califas adquirieron gran importancia, incluidas las mujeres. Mientras Nana Asma'u se convirtió en la más prominente, sus hermanas Maryam y Fátima, y las esposas de Califa, Aisha y Hawwa, desempeñaron importantes funciones literarias y políticas en el nuevo estado.
Al igual que su padre, se educó en estudios coránicos y dio un gran valor a la educación. Siguiendo el ejemplo de la escuela sufí Qadiriyya, Usman dan Fodio y sus seguidores destacaron el intercambio de conocimientos, especialmente el de la Sunna, a ejemplo del profeta Mahoma. Pero aprender sin enseñar, pensaron, era estéril y vacío. Así, Nana Asma'u se dedicó, en particular, a la educación de las mujeres. Como gran parte de su familia, se convirtió en una escritora prolífica. 

## Escritora y consejera
Nana Asma'u, educada en los clásicos del mundo árabe y clásico y versada en cuatro idiomas (árabe, fula, hausa y tuareg), tenía una reputación pública como una destacada académica en el estado musulmán más influyente de África Occidental, que le dio la oportunidad de corresponder ampliamente. Fue testigo de muchas de las guerras de la Guerra fulani y escribió sobre sus experiencias en Wakar Gewaye, La canción de los errantes. Cuando el Califato de Sokoto comenzó como un movimiento revolucionario cultural y religioso, los escritos de sus líderes tenían un lugar especial por el cual las generaciones posteriores, tanto gobernantes como gobernados, podían modelar su sociedad. Se convirtió en consejera de su hermano cuando éste asumió el califato y también dejó constancia de que escribía instrucciones a los gobernadores y debatía con los eruditos de príncipes extranjeros.

## Poeta
Entre las más de 60 obras que nos han llegado, escritas durante más de 40 años, Nana Asma'u dejó un gran cuerpo de poesía en árabe, el idioma fula y el hausa, todos escritos en caracteres arábigos. Muchas de estas son narraciones históricas, pero también incluyen elegías, lamentos y advertencias. Sus poemas de orientación se convirtieron en herramientas para enseñar los principios fundadores del Califato. Sus trabajos incluyen y amplían con énfasis las enseñanzas de Dan Fodio sobre las mujeres líderes y los derechos de las mujeres dentro de los ideales comunitarios de la Sunna y la ley islámica.

## La educación de las mujeres
Otras de las obras escritas que nos han llegado de Asma'u están relacionadas con la educación islámica: durante gran parte de su vida adulta fue responsable de la educación religiosa de las mujeres. Alrededor de 1830, creó un grupo de maestras, llamadas jajis, que viajaron por todo el Califato educando a las mujeres en sus propias casas. A su vez, cada una de estas jajis usaba los escritos de Nana Asma'u y otros eruditos sufíes, normalmente a través de mnemotecnias recitadas y poesía, para crear grupos de mujeres eruditas, llamadas yan-taru , o "las que se congregan, la hermandad". A cada jaji le entregó un malfa, sombrero y símbolo ceremonial tradicional del cargo de las sacerdotisas animistas hausa de Gobir, atado con un turbante rojo. Las jajis se convirtieron, por lo tanto, en símbolos del nuevo estado, el nuevo orden y del aprendizaje islámico incluso fuera de la comunidad de mujeres. En parte, este proyecto educativo comenzó como una forma de integrar a los cautivos paganos recién conquistados en una clase dirigente musulmana. Sin embargo, se amplió para incluir a los pobres y a los campesinos, capacitando a las maestras que viajaron a través de todo el Califato.

## Legado
El legado continuo de Nana Asma'u se basa no solo en su obra literaria, sino también en su papel en la definición de los valores del estado de Sokoto. Hoy en día, en el norte de Nigeria, organizaciones de mujeres islámicas, escuelas y salones de reuniones llevan su nombre. Ha regresado al debate sobre el papel de las mujeres en el islam en el siglo XX, ya que su legado ha sido llevado por eruditos islámicos e inmigrantes a Europa y sus debates académicos.
La publicación y traducción de sus obras ha atraído la atención sobre el valor puramente literario de su prosa y poemas. Ha sido objeto de varios estudios, entre ellos La hermana de Califh de Jean Boyd: Nana Asma'u 1793–1865: Maestra, poeta y líder islámica (1989), descrito como un "libro importante" que "proporciona una buena lectura para no especialistas para descartar los estereotipos comunes sobre las mujeres en África", y Jihad de One Woman: Nana Asma'u, Scholar and Scribe por Beverly B. Mack y Jean Boyd (2000). Las obras completas de Nana Asma'u, hija de Usman dan Fodiyo 1793–1864, editadas por Boyd y Mack, se publicaron en 1997.